# Finsko na Letních olympijských hrách 1960
Finsko na Letních olympijských hrách 1960 v italském Římě reprezentovalo 117 sportovců, z toho 107 mužů a 10 žen. Nejmladším účastníkem byl Ilkka Suvanto (17 let, 15 dní), nejstarší pak Kalle Sievänen (49 let, 184 dní). Reprezentanti vybojovali 5 medailí, z toho 1 zlatou, 1 stříbrnou a 3 bronzové.

## Medailisté
| Medaile | Jméno                       | Sport                | Disciplína             |
| ------- | --------------------------- | -------------------- | ---------------------- |
| Zlato   | Eugen Ekman                 | Sportovní gymnastika | kůň našíř              |
| Stříbro | Pentti Linnosvuo            | Sportovní střelba    | pistole volná (Mixed)  |
| Bronz   | Eeles Landström             | Atletika             | Muži skok o tyči       |
| Bronz   | Jorma Limmonen              | Box                  | váha pérová - do 57 kg |
| Bronz   | Veli Lehtelä Toimi Pitkänen | Veslování            | coxless Pairs          |